# Kiriłł Rybakow
Kiriłł Rybakow (ros. Кирилл Рыбаков, ur. 11 maja 1969) – rosyjski piłkarz występujący na pozycji napastnik.
W trakcie kariery reprezentował barwy Dynama Moskwa, Lokomotiwu Moskwa, Asmarału Moskwa, Stomilu Olsztyn, MIFI Moskwa, Zimbru Kiszyniów, FK Chimki oraz Sławiji Mozyrz.
W 1994 roku z drużyną Dynama Moskwa zdobył Puchar Rosji, a w sezonie 1998/1999 z drużyną Zimbru Kiszyniów mistrzostwo Mołdawii.